# Terciární vzdělávání

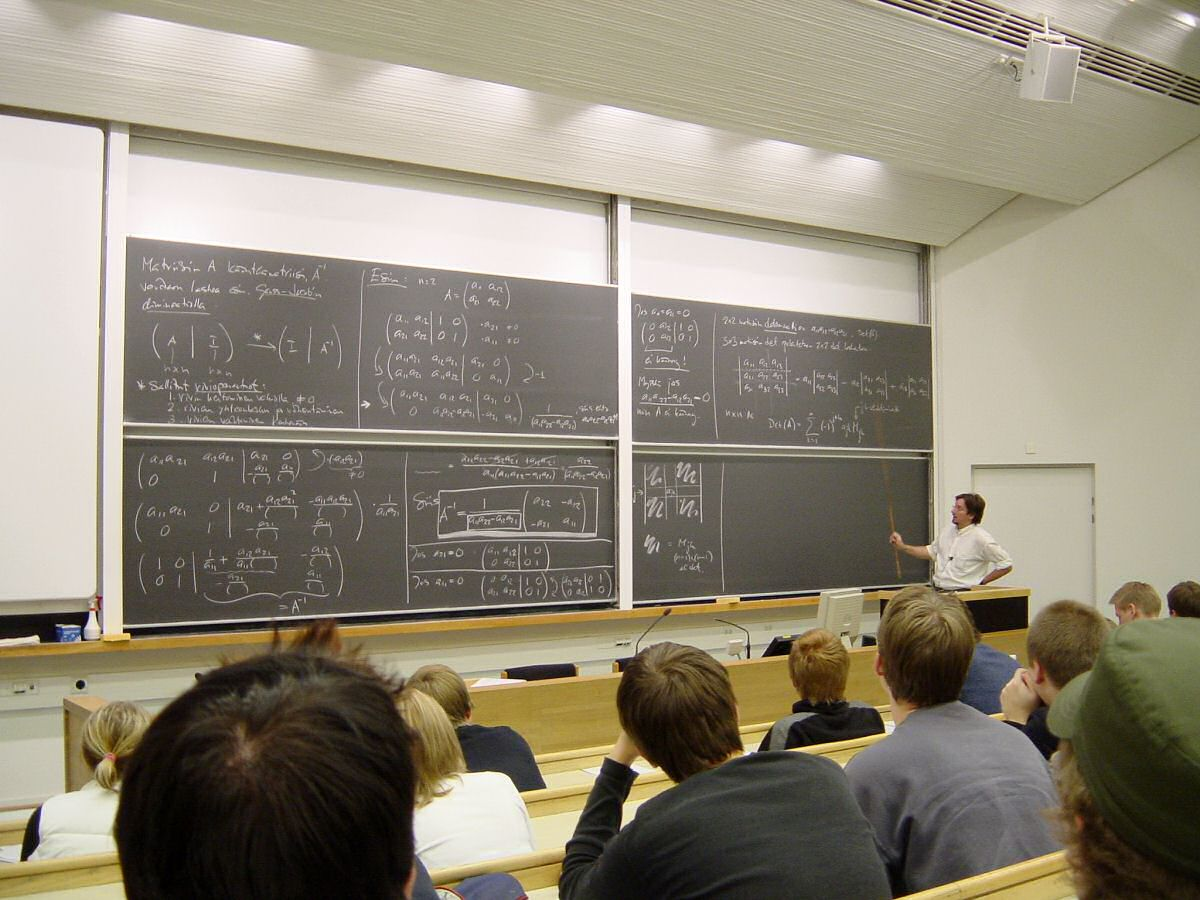
Studenti Technické univerzity v Helsinkách na přednášce z matematiky

Terciární vzdělávání je třetí a nejvyšší stupeň formálního vzdělávání. Zahrnuje akademické, odborné i profesní vzdělávání. V mezinárodní klasifikaci ISCED je složené z úrovní 5, 6, 7, 8. Terciární vzdělávání pomáhá a vede k dosažení znalostí a dovedností, které umožňují obstát ve vysoce konkurenčním prostředí současného světa. V České republice se dělí terciární vzdělávání na vyšší odborné vzdělávání a vysokoškolské vzdělávání.

## Instituce poskytující terciární vzdělávání v České republice

### Vyšší odborné vzdělávání
Je prakticky zaměřeno a realizováno na vyšších odborných školách a konzervatořích. Absolvent vyššího odborného vzdělávání má za jménem "diplomovaný specialista" (zkráceně "DiS.").
Vyšší odborné vzdělávání se zakončuje absolutoriem. Absolutorium se skládá ze zkoušky z odborných předmětů, zkoušky z cizího jazyka a absolventské práce včetně jejího obhájení veřejně před komisí. Student dostane vysvědčení o absolutoriu a diplom absolventa vyšší odborné školy nebo konzervatoře.

#### Vyšší odborné školy
Délka vzdělávání v denní formě je 3 roky, u zdravotnických oborů až 3,5. Přijetí ke vzdělávání na vyšší odborné škole je možné po splnění maturitní zkoušky a po splnění podmínek pro přijetí, které určuje ředitel konkrétní školy.
Studium na vyšší odborné škole je složeno z teoretické a praktické přípravy. Školní rok je členěn na dvě období – zimní a letní. Studenti jsou hodnoceni za dané období na základě zkoušek, které je možné dvakrát opakovat, či na základě jiného způsobu stanoveného daným akreditovaným vzdělávacím programem.

#### Konzervatoř
Cílem konzervatoří je především připravit žáky na výkon uměleckých nebo umělecko-pedagogických činností v oborech hudba, tanec, zpěv a hudebně dramatické umění. Přijímací zkouška ke vzdělávání v konzervatoři je formou talentové zkoušky.
Vyšší odborné vzdělání v konzervatoři získá student úspěšným ukončením šestiletého nebo osmiletého vzdělávacího programu. Do tohoto vzdělávacího programu student nastupuje po ukončení základního vzdělávání. Absolutorium na konzervatoři se skládá mj. také z absolventského výkonu z jednoho nebo dvou hlavních oborů, popřípadě zkoušky z umělecko-pedagogické přípravy.

### Vysokoškolské vzdělávání
Vysokoškolské vzdělávání je realizováno na vysokých školách na úrovních ISCED 6, 7 a 8. Vysoké školy uskutečňují akreditované studijní programy a programy celoživotního vzdělávání. Studijní programy jsou tři a to bakalářský, magisterský a doktorský.  
Vysoké školy mohou být veřejné (zřizované zákonem), soukromé a státní (zřizované zákonem a řízené příslušnými ministerstvy). Dále se dělí na vysoké školy univerzitního typu a neuniverzitní, které se od těch univerzitních liší tím, že zpravidla nemohou uskutečňovat doktorské studijní programy a nečlení se na fakulty.
Studium se dělí na semestry, ročníky nebo bloky. Každý se dále dělí na období výuky, zkoušek a období prázdnin. Studium na vysoké škole je v řádném případě ukončeno státní zkouškou, která se koná před zkušební komisí. Absolvováním akreditovaného vysokoškolského studijního programu získá student vysokoškolský diplom a příslušný akademický titul (např. Bc., Mgr., Ing., Ph.D. atd.).

### Celoživotní vzdělávání
Celoživotní vzdělávání je zaměřeno na výkon povolání nebo zájmově a jeho účastníci nejsou podle zákona studenty vysoké školy. Po jeho absolvování je účastníkům předáno osvědčení.

## Mezinárodní dělení podle ISCED
Je to mezinárodní a všeobecně uznávaná klasifikace vzdělání. Spadá do ekonomických a sociálních klasifikací OSN. Je používané celosvětově k uspořádání vzdělávacích programů. ISCED je výsledkem mezinárodní dohody a je oficiálně přijatá Generální konferencí členských států UNESCO.

### Krátký cyklus terciárního vzdělávání - ISCED 5
Tato úroveň je především praktickou přípravou na povolání. Programy zařazené do úrovně ISCED 5 mohou být označovány mnoha způsoby, například (vyšší) technické vzdělávání, komunitní školní vzdělávání, vyšší odborné vzdělávání nebo bakalář+2. V České republice je krátký cyklus terciárního vzdělávání realizován pomocí vyššího odborného vzdělávání.

### Bakalářská úroveň - ISCED 6
Tato úroveň je učena pro to, aby studentům předala středně pokročilé akademické nebo profesní znalosti, dovednosti a schopnosti. Je obvykle zaměřena na teorii, ale může zahrnovat i praktické znalosti. Obvykle je tato úroveň uskutečňovaná na vysokých školách a univerzitách. Pro vstup do programů na úrovni ISCED 6 je obvykle nutné úspěšné ukončení úrovně ISCED 3 nebo 4, tzn. středoškolské vzdělání s maturitou.

### Magisterská úroveň - ISCED 7
Tato úroveň je učená k tomu, aby studentům poskytla pokročilé akademické nebo profesní znalosti, dovednosti a schopnosti. Na této úrovni mohou mít studenti značný podíl ve výzkumu nebo pracovat na dokončení výzkumného projektu či vědecké práce, která je rozvinutější než na předchozí úrovni. Stejně jako bakalářská úroveň je magisterská obvykle zaměřená na teorii, ale může zahrnovat i praktické znalosti a je realizovaná vysokými školami a univerzitami. Pro vstup do programů na úrovni ISCED je obvykle vyžadováno úspěšné ukončení programů úrovně ISCED 6 nebo 7, tzn. bakalářská nebo magisterská úroveň.

### Doktorská úroveň - ISCED 8
Tato úroveň vede k pokročilé vědecké kvalifikaci prostřednictvím pokročilého studia a výzkumů. Jsou nabízené zpravidla pouze univerzitami. Tato úroveň je zakončena odevzdáním a obhajobou závěrečné disertační práce, která pomáhá dále rozvíjet daný obor studia. Pro vstup do programů na úrovni ISCED 8 je vyžadováno úspěšné ukončení studijního programu na úrovni ISCED 7, tzn. magisterské úrovni. Po absolvování této úrovně terciárního vzdělávání je možné získat zaměstnání, které vyžaduje vysoké akademické dovednosti nebo ve výzkumných a učitelských pozicích ve vzdělávacích institucích terciární úrovně ISCED 6, 7 a 8.